# IC 3206
 IC 3206 ist eine Galaxie im Sternbild Coma Berenices am Nordsternhimmel. Sie ist schätzungsweise 319 Millionen Lichtjahre von der Milchstraße entfernt und hat einen Durchmesser von etwa 35.000 Lichtjahren.
Im selben Himmelsareal befinden sich u. a. die Galaxien IC 3205, IC 3215, IC 3217, IC 3226.
Das Objekt wurde am 23. März 1903 von Max Wolf entdeckt.